# Nancy Jeffett
Nancy Pearce Jeffett (* 16. Juli 1928 in St. Louis, Missouri; † 6. Juli 2017 in Dallas, Texas) war eine amerikanische Tennisspielerin und eine der einflussreichsten Persönlichkeiten im Tennissport.

## Spielerkarriere
Nancy Jeffett wurde 1946 als Nummer 10 der USTA Juniorinnenrangliste geführt. 1948 gewann sie sowohl die Einzel-, Doppel- als auch Mixedkonkurrenz der USTA/Missouri.

## Gründerin und Initiatorin von Verbänden und Tennisturnieren
- 1954 gründete sie die "Texas Tennis Association".
- 1960–1982 Vorsitzende des "Texas Tennis Junior Development Program"
- 1968 war sie Mitbegründerin der „Maureen Connolly Brinker Foundation“ zur Förderung von jungen Tennisspielern und ist bis heute Präsidentin.
- 1969 "Maureen Connolly Brinker Outstanding Junior Girl Award, presented by the USTA"
- 1969 "Maureen Connolly Brinker Memorial Tournament", das erste Damentennisturnier, das 1972 im TV übertragen wurde und das Preisgeld an die Siegerin ausschüttete.
- 1972 "Maureen Connolly Brinker Girls’ 14 national championships"
- 1973 "Maureen Connolly Challenge Trophy", ein Wettbewerb für Damen unter 19, Vereinigte Staaten gegen Vereinigtes Königreich
- 1975–1989 "Virginia Slims Tournament of Dallas", Nachfolgeturnier des "Maureen Connolly Brinker Memorial Tournament" und lange Zeit wichtigstes Damenturnier der WTA Tour
- 1976 "ITF Connolly Continental Cup" für Damen unter 18 Jahren (Altersklassen U14, U16 und U18 der Juniorinnen)
- 1977–1991 "Bonne Bell Maureen Connolly Brinker Cup" für Damen unter 18 Jahren (Altersklassen U14, U16 und U18 der Juniorinnen)
- 1992 "ITF Maureen Connolly Cup" für Damen über 55 Jahre

## Mitgliedschaften
- 1973–1994: Mitglied des "USTA Executive Committee"
- 1978–1990: Leitung des "Wightman Cup"
- 1981–1990: Leitung des "Fed Cup"
- 1988–1996: Mitglied des "ITF Federation Cup Committee"
- 1976 bis heute: "Honorary Life Director" der "International Tennis Hall of Fame"
- 1983 Aufnahme in die "Texas Tennis Hall of Fame"[5]
- 1995 wurde sie als bislang einzige amerikanische Tennisspielerin, die niemals Wimbledon gewann, in den All England Lawn Tennis and Croquet Club als Mitglied aufgenommen.
- 1999 Aufnahme in die "St. Louis Tennis Hall of Fame"
- 2015 wurde sie wegen ihres Wirkens für die weltweite Entwicklung und Etablierung des Damentennis in die "International Tennis Hall of Fame" aufgenommen.[6]
- 2016 Aufnahme in die "T Bar M Hall of Fame" in Dallas durch die "Maureen Connolly Brinker Tennis Foundation (MCB)" und die "Dallas Tennis Association (DTA)".[7][8]

## Auszeichnungen
- 1970 Gewinnerin der "USTA Service Bowl"
- 1970 "Texas Tennis Association W.T. Caswell Award"[9]
- "Service to Tennis Awards":
  - 1983 "World Championship Tennis"
  - 1993 "Chuck McKinley"
  - 1994 "International Tennis Federation"
  - 1996 "Virginia Slims"
- 1992 "USTA Samuel Hardy Award"
- 1995 "Dallas Tennis Association Lifetime Achievement Award", wird mittlerweile als "Nancy Jeffett Lifetime Achievement Award" vergeben.[10][11]
- 1999 "Girls, Inc. ‘She Knows Where She’s Going’ Award"
- 2007 "Golden Achievement Award by the International Tennis Hall of Fame and the International Tennis Federation"[12]

## Persönliches
Jeffet wuchs in St. Louis auf und studierte an der Washington University. 1956 heiratete sie den Geschäftsmann Frank Jeffet. Die beiden haben zwei Kinder, einen Sohn William Jeffet und eine Tochter Elizabetzh (Sissy) Jeffet.

## Zitate
Billie Jean King sagte über Nancy Jeffett anlässlich ihrer Aufnahme in die Tennis Halle of Fame:

„Nancy’s impact on all of tennis — especially women’s tennis — has been huge. For the professional players she created a tournament in Dallas that set the standard by which all U.S. tournaments were measured during the lengthy and historic run of the event.“

Jeffet selbst bzgl. der ersten Austragung des Tennisturniers für Damen in Dallas mit Preisgeld:

„I told them I was going to give them $40,000, and I didn’t have a penny of it. It was pretty gutsy when I look back on it. They believed in me. They had no guarantees that I would produce.“

## Filmografie
- "Unforgettable: The Little Mo Connolly Story (2003)", 58 min, Dokumentation und Biographie, Sport, 24. April 2003 (USA)